# Koza İpek Holding
Koza İpek Holding est une holding de Turquie.

## Histoire
À la suite de la tentative de coup d'État de 2016, le groupe passe sous la possession du Fonds d'assurance des dépôts d'épargne.